# Hadancourt-le-Haut-Clocher
Hadancourt-le-Haut-Clocher település Franciaországban, Oise megyében. Lakosainak száma 379 fő (2022. január 1.). Hadancourt-le-Haut-Clocher Boubiers, Lierville, Serans és Nucourt községekkel határos.

## Népesség
A település népességének változása:
| Lakosok száma | 365  | 362  | 370  | 366  | 375  | 373  | 375  | 377  | 379  |
|               | 2013 | 2015 | 2016 | 2017 | 2018 | 2019 | 2020 | 2021 | 2022 |